# Rytmus života
Rytmus života je český týdeník, který vydává vydavatelství MAFRA. Vychází od roku 1996. V roce 2014 byl nejprodávanějším společenským časopisem na českém trhu.
Je řazen do segmentu bulvárních médií. Magazín přináší zejména zprávy o známých osobnostech, ale také rady z oblasti módy, vaření či zvládání životních situací. V roce 2000 činila měsíční prodejnost 260 tisíc výtisků. V roce 2013 se časopisu prodalo 198 tisíc, o rok později prodej klesl o 15 % na 168 tisíc prodaných výtisků. Kromě tištěné verze je dostupný i online.